# Suzuhito Yasuda
ヤスダスズヒト
Œuvres principales
- Yozakura Quartet
- Durarara!!
- DanMachi

Suzuhito Yasuda (ヤスダ スズヒト, Yasuda Suzuhito) est un mangaka et un illustrateur japonais. Il est connu pour sa série de mangas Yozakura Quartet et pour ses illustrations des séries de light novel Durarara!! et DanMachi, qui ont toutes été adaptées en séries d'animation. Il est également le character designer de la série de jeux vidéo Shin Megami Tensei: Devil Survivor et de Digimon Story: Cyber Sleuth.

## Biographie
Après avoir travaillé comme étant auteur de dōjinshi, il a fait ses débuts en tant qu'illustrateur. En tant qu'illustrateur, il travaille habituellement avec des romans; fournissant la page de couverture et les illustrations. Il crée également des logos pour des entreprises et des jeux. Atlus l'a embauché pour concevoir les personnages de leur jeux Shin Megami Tensei: Devil Survivor et Shin Megami Tensei: Devil Survivor 2 afin d'attirer un nouveau public. En 2006, sa première série originale de mangas Yozakura Quartet est lancée dans le magazine Monthly Shōnen Sirius et est toujours en cours de publication.

## Œuvres

### Character designer
- Shin Megami Tensei: Devil Survivor[3]
- Shin Megami Tensei: Devil Survivor 2[3]
- Digimon World Re:Digitize[4]
- Unchained Blades Exxiv (ja)[5]
- Gundam Build Fighters (coopération)[6]
- Caladrius (ja)[7]
- Digimon Story: Cyber Sleuth[8]
- Ai Tenchi Muyo! (en)[9]
- Digimon Story: Cyber Sleuth - Hacker's Memory[10]

### Artworks
- Ebony & Ivory (エボニー＆ヤイボリー, Ebonii & Aiborii?) dans le 1er et 2e numéros du magazine robot[11].
- Minus R dans le 4e, 5e et 9e numéros du magazine robot[11].

### Illustrations de light novel
- Kamisama kazoku (2003 – 2008, Media Factory)[12]
- Durarara!! (2004 – 2014, ASCII Media Works)[13]
- Dungeon ni deai o motomeru no wa machigatteiru darō ka (2013 – en cours, SB Creative)[14]
- Durarara!! SH (2014 – en cours, ASCII Media Works)[15]

### Manga
- Pinky:Comic (ja) (prépublié dans le Comic Gum de Wani Books)[16]
- Yozakura Quartet (2006 – en cours, prépublié dans le Monthly Shōnen Sirius de Kōdansha)[17]